# مارک اوژه

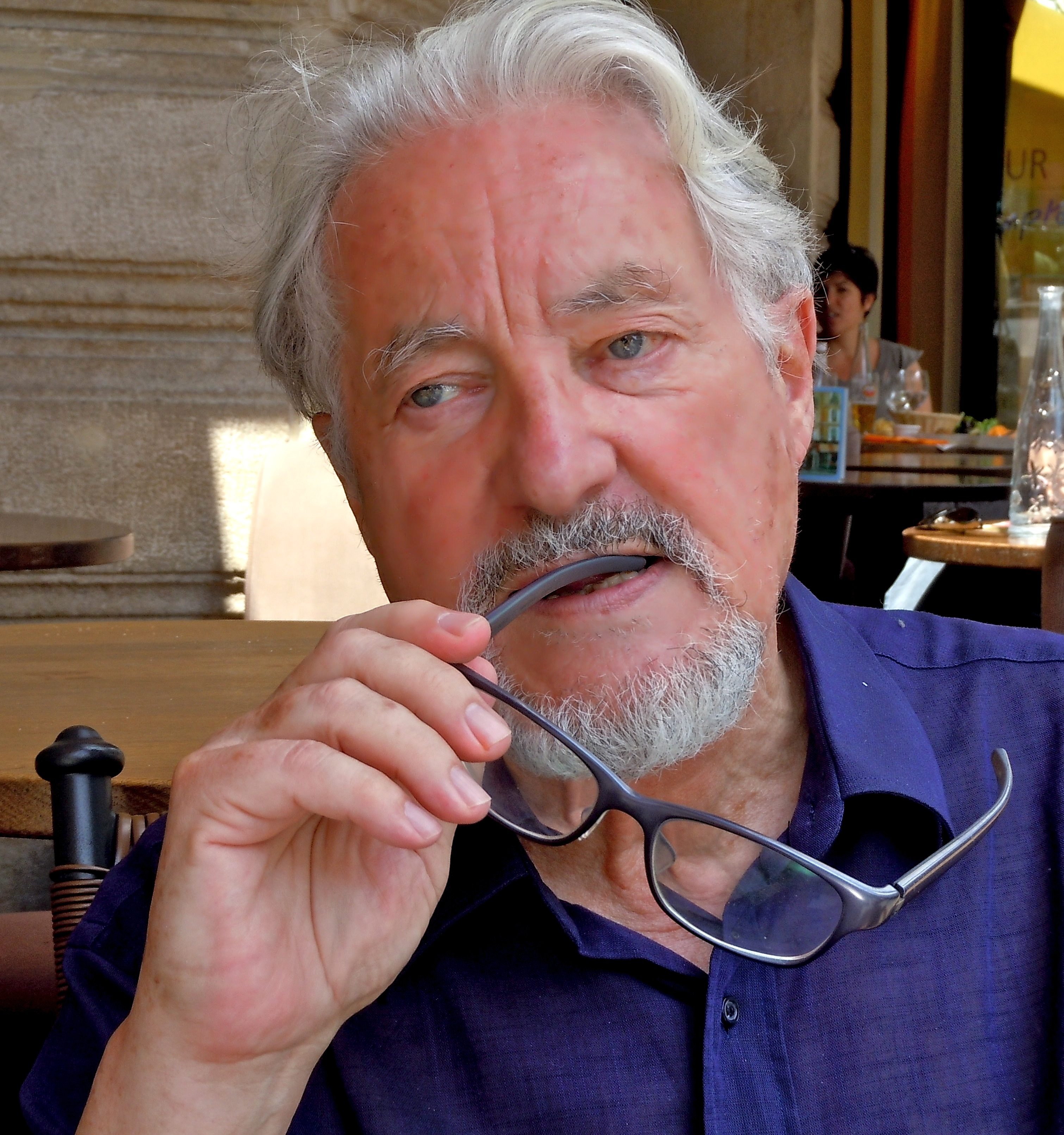
مارک اوژه - ژوئن ۲۰۱۰

مارک اوژه (به فرانسوی: Marc Augé) (زاده ۱۹۳۵) انسان‌شناس فرانسوی و نویسنده کتاب‌های نامکان‌ها و انسان‌شناسی است.

## زندگی‌نامه
مارک اوژه در سال ۱۹۳۳ در شهر پواتیه متولد شد. تحصیلات اولیه دانشگاهی خود را در رشته ادبیات کلاسیک به پایان رساند و در رشته علوم انسانی و ادبیات موفق به کسب مدرک دکتری شد. او سالیان متمادی سمت مدیر پژوهشی را در مدرسه عالی مطالعات اجتماعی (EHESS) پاریس بر عهده داشته و به مدت ده سال بین سال‌های ۱۹۸۵ و ۱۹۹۵، پس از فردینان برودل، ژاک لوژوف و فرانسوا فوره رئیس این مدرسه بوده‌است.
مارک اوژه در سال ۱۹۹۲ به همراه ژرار آلتاب، ژان بازن و امانوئل تره مرکز انسان‌شناسی جهان‌های معاصر را در مدرسه عالی مطالعات علوم انسانی پایه‌گذاری کرد.

## کتاب‌ها به فارسی
- در ستایش دوچرخه. ترجمهٔ حسین میرزایی. نشر تیسا
- انسان‌شناسی. ترجمهٔ ناصر فکوهی. نشر نی
- یک مردم‌شناس در مترو. ترجمهٔ سپیده پارساپژوه. انتشارات علمی و فرهنگی
- نامکان ها (درآمدی بر انسان شناسی سوپر مدرنیته). ترجمه منوچهر فرهومند. نشر دفتر پژوهش‌های فرهنگی